# Серощёкий калао
Серощёкий калао (лат. Bycanistes subcylindricus) — вид крупных, размером до 70 см птиц-носорогов из рода африканских калао. Оперение чёрно-белое. Клюв очень крупного размера, темноватый с большим шлемом сверху. Самки значительно меньше самцов.
Серощёкие калао распространены в вечнозелёных лесах и саваннах экваториальной Африки, также в центральной и западной её части. Моногамный вид, гнездо строит в дуплах деревьев. Самки обычно откладывают два яйца. Пищу обыкновенно составляют инжир, фрукты, насекомые и мелкие животные.
Довольно широко распространённая птица в пределах своего ареала.

## Галерея

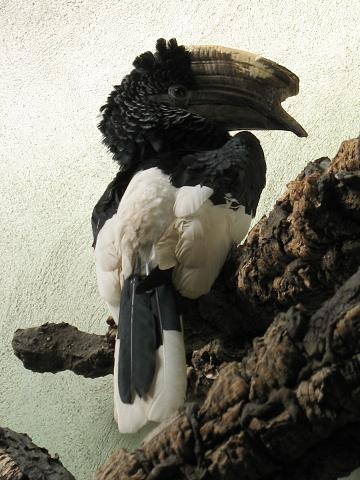